# المطلب بن عبد الله الخزاعي
المطلب بن عبد الله بن مالك الخزاعي هو ابن القائد العباسي عبد الله بن مالك الخزاعي. خلال الحرب بين الأمين والمأمون، انحاز المطلب إلى المأمون.وأخذ له البيعة في الموصل، ثم ولاه مصر لفترة وجيزة سنة 198هـ/ 813م ومرة أخرى في الفترة 199–200هـ/ 814-816م. وفي 817 بعد اختار المأمون لعلي الرضا لولايته للعهد من بعده، حينها انضم المطلب لمعارضة المأمون في بغداد، وتأييد إبراهيم بن المهدي لولاية العهد بدلا من علي الرضا.

## ولايته على مصر
ولاه المأمون على مصر صَلاتها وخَراجها، دخلها من مَكَّة 15 ربيع الأوَّل سنة 198 هـ، فأقرّ هُبَيرة بْن هاشم بْن حُدَيج عَلَى الشُرَطة، ثمَّ عزله فولَّى محمد بْن عَسَّامة بن عمرو المَعافريّ، ثمَّ عزله وولَّى عَبْد العزيز بْن الوزير الجَرَويّ، ثم عزله وولَّى إبراهيم بْن عَبْد السلام بْن إبراهيم بْن الهَيْثَم الخُزاعيّ، ثمَّ عزله فولَّى هُبَيرة بْن هاشم بْن حُدَيج، واستقبله السَّريّ بْن الحكَم. وبلغ المُطَّلب مسير ربيعة بْن قَيس إلى يَزيد بْن خَطَّاب ليجتمعا عَلَى حربه بأسفل الأرض، فعقد لعبد العزيز الجَرَويّ وبعثه إليهم، فالتقوا بشَطَنُوف وكانت بينهم قَتْلى، وبعث المُطَّلب بالسَّريّ بْن الحَكَم، فكان مُقيمًا بالحَوْف، وتفرَّقت قيس وسكن أمرهم.
واستولى بُهلول اللَخْميّ عَلَى الإسكندريَّة فِي وِلاية عَبَّاد، فلمَّا قدِم المُطَّلب ولَّى عَلَى الإسكندريَّة حُدَيج بْن عَبْد الواحد بْن محمد بْن عبد الرحمن بْن مُعاوية بْن حُدَيج، فخرجت بنو مُدِلج بالإسكندريَّة، فبعث إليهم المُطَّلِب بأخيه هارون، فانهزم هارون، ثمَّ صُرف المُطَّلِب عَنْهَا فِي شوَّال سنة 198 هـ، كانت وِلايته عليها سبعة أشهُر ونصفًا. وخلفه العباس بن موسى العباسي، ثم ثار الجند عليه، ولِيَها المُطَّلِب بْن عبد الله الثانية بإِجماع الحُند عَلَيْهِ 14 محرم سنة 199 هـ، فبايعوه فجعل عَلَى شُرَطه أحمد بن حُوَيّ بْن حُوَيّ، ثمَّ عزله وولَّى هُبَيرة بْن هاشم بْن حُدَيج، وهرب الجَرَويّ إلى تِنّيس، وانضم عبد الله بْن الْعَبَّاس بْن مُوسَى إلى عَبَّاد بْن محمد، فأَواه ومنع منه، وانضمّ الْأَنْصَارِيّ إلى المُطَّلِب، وأقبل العبَّاس بن مُوسَى بْن عيسى من مَكَّة إلى الحَوْف، فنزل بُلبَيس ودعا قيسًا إلى نُصرته، ثمَّ مضى إلى الحَرَويّ بتِنِّيس فشاوره، فأشار عَلَيْهِ أن ينزل دار قَيس، فرجع العبَّاس إلى بُلْيَس يوم الأحد 17 جمادى الآخرة سنة 199 هـ، فيقال: إن المُطَّلِب دسّ إلى قيس، فسمُّوا الْعَبَّاس فِي طَعامه، فمات ببُلْبَيس في 22 جمادى الآخرة سنة 199 هـ.
وأقبل عبد الله بْن مُوسَى إلى مِصر طالبًا لدم أخيه الْعَبَّاس، فخرج إِلَيْهِ المُطَّلِب فِي أهل مِصر، فحاربوه فِي صفر سنة 200 هـ، وتحالفوا مع السَّريّ بْن الحكَم ضد المطلب، وخرج مجموعة من الحند على المطلب حتى قتلوا صاحب شرطته هُبَيرة بْن هاشم بْن حُدَيج، وطلب المُطِّلِب الأَمان من السَّريّ بْن الحكَم عَلَى أن يسلِّم إِلَيْهِ الأمر ويخرج عَنْ مِصر، فوافق السَّريّ، وخرج المُطَّلِب فِي بحر القُلْزُم إلى مَكَّة. وكان ذلك في بداية رمضان سنة 200 هـ.